# François-Henri Schneider
Pour les articles homonymes, voir Schneider.
Jean-François-Henri Schneider est un imprimeur-éditeur et photographe français, né à Paris le 1er décembre 1851 et mort à Athis-Mons le 31 mai 1921, qui a passé l'essentiel de sa vie professionnelle en Indochine française. 

## Biographie
Fils de maçon, cet ouvrier imprimeur participe comme engagé volontaire dans les Franc-tireurs de la Presse à la défense de la capitale lors du Siège de Paris (1870).
Recruté comme agent à l'imprimerie coloniale de Saïgon en 1882, il est chargé l'année suivante de créer l’imprimerie du protectorat français au Tonkin en qualité de chef d’atelier. Il s'en rend acquéreur en 1885.
François-Henri Schneider fait partie des hommes d'affaires qui réussirent à développer des industries prospères aux premières heures de la présence française au Tonkin. Il dirige la profitable Imprimerie d'Extrême-Orient avec son frère Ernest Hippolyte Schneider, dit Schneider aîné, et Louis Gallois, et fait venir de France les équipements nécessaires pour l'impression de travaux de ville. Il adjoint à cette activité d'imprimerie commerciale une fabrique de papier, qu'il fonde en 1891. Magnat de la presse et éditeur réputé, il est signalé aussi comme l'un des premiers éditeurs de cartes postales du Tonkin, dans les années 1885-1900.
Fervent étudiant de la langue annamite, il entretient de très bonnes relations avec les autorités vietnamiennes locales et édite des dictionnaires et manuels d'apprentissage de la langue rédigés notamment par Pierre-Gabriel Vallot, missionnaire, et Gustave Dumoutier, inspecteur de l'enseignement franco-annamite (1850-1904).
Proche du gouverneur général Albert Sarraut, très engagé dans la vie locale, il siège du conseil municipal de Hanoi, à la Chambre de commerce, à plusieurs comités et est conseiller au commerce extérieur. 
Il est membre en 1893 du comité chargé d’organiser la participation du Tonkin à l’exposition universelle de Lyon en 1894, puis en 1902 il participe à celle de Hanoi. Il est décoré de la Légion d'honneur en 1903.
En 1903, pour le remplacer lors de la durée d'un voyage en France, il recrute Jean Commaille le premier Conservateur d'Angkor .
Il est également l'éditeur/directeur  du Journal officiel de l’Indochine. Il fonde la Revue indochinoise, est directeur de L’Avenir du Tonkin. 
Son atelier fusionne enfin avec l'Imprimerie d'Extrême-Orient.
La Villa Schneider est une "folie" construite en 1898 pour son usage . Elle est située à Hanoi et aujourd'hui intégrée au sein du lycée Chu-Van-An, en bordure du Grand Lac où fleurissent les lotus. Elle est ornée d'une débauche de frontons animés de têtes d'anges. Son porche, sur les parois desquels courent des dragons en stuc, abrite un portail sculpté des circonvolutions à l'idéogramme du "Bonheur". Les pièces sont vides à l'exception de l'entresol qui est utilisé pour des activités de francophonie (bibliothèque et cours du soir).